# Яшин Іван Васильович
Іван Васильович Яшин (19 січня 1919 — 26 жовтня 1966) — радянський військовик, Герой Радянського Союзу (1943).

## Біографія
Народився в селі Бахмутово (нині Порецький район Чувашії) у селянській родині. Росіянин. Закінчив Порецький педагогічний технікум в 1936 році. Працював учителем.
У РСЧА з липня 1939 року. Брав участь у радянсько-фінській війні 1939—1940 років. Член ВКП(б) з 1940 року.
В 1941 році закінчив Смоленське військово-політичне училище, а з листопада цього ж року на фронтах німецько-радянської війни.
Парторг батальйону 605-го стрілецького полку (132-а стрілецька дивізія, 60-а армія, Центральний фронт) капітан І.В.Яшин 25 вересня 1943 року з передовими штурмовими групами переправився через Дніпро в районі села Староглибів (Козелецький район Чернігівської області). На плацдармі брав участь в атаках ворожих позицій, піднімаючи за собою бійців. Був важко поранений. 
З 1956 року майор І. В. Яшин у запасі. Жив і працював у місті Чебоксари (Чувашія). Помер 26 жовтня 1966 року.

## Звання та нагороди
17 жовтня 1943 року Івану Васильовичу Яшину присвоєно звання Герой Радянського Союзу.
Також нагороджений:
- орденом Леніна
- 2-ма орденами Вітчизняної війни 2 ступеня
- 2-ма орденами Червоної Зірки
- медалями